# Équipe de Hongrie féminine de hockey sur glace
Cet article traite de l'équipe féminine. Pour l'équipe masculine, voir Équipe de Hongrie de hockey sur glace.
L'équipe de Hongrie féminine de hockey sur glace est la sélection nationale de Hongrie regroupant les meilleures joueuses hongroises de hockey sur glace féminin lors des compétitions internationales. Elle est sous la tutelle de la Magyar Jégkorong Szövetség. La Hongrie est classée 10e sur 42 équipes au classement IIHF 2020 .

## Résultats

### Jeux olympiques
L'équipe féminine de Hongrie n'a jamais participé aux Jeux Olympiques.
- 1998-2010 — Ne participe pas
- 2014 — Non qualifié
- 2018 — Non qualifié
- 2022 —  Non qualifié

### Championnats du monde
La Hongrie participe pour la première fois au Championnat du monde en 1999, jouant dans le tournoi de qualification pour le Groupe B.
- 1990-1997 — Ne participe pas
- 1999 — Vingt-troisième (3e des qualifications pour le Groupe B)
- 2000 — Vingtième-deuxième (2e des qualifications pour le Groupe B)
- 2001 — Vingt-quatrième (4e du groupe B des qualifications pour la Division I)
- 2003 — Vingt-quatrième (4e de Division III)
- 2004 — Vingt-quatrième (3e de Division III)
- 2005 — Vingt-quatrième (4e de Division III)
- 2007 — Vingt-cinquième (4e de Division III)
- 2008 — Vingt-sixième (5e de Division III)
- 2009 — Division III annulée
- 2011 — Vingt-deuxième (3e de Division III)
- 2012 — Vingt-deuxième (2e de Division IIA)
- 2013 — Vingt-et-unième (1er de Division IIA)
- 2014 — Dix-septième (3e de Division IB)
- 2015 — Dix-huitième (4e de Division IB)
- 2016 — Quinzième (1er de la Division IB)
- 2017 — Quinzième (5e de la Division IA)
- 2018 — Onzième (3e de la Division IA)
- 2019 — Onzième (1re de la Division IA)
- 2020 — Pas de compétition en raison de la pandémie de coronavirus[3]
- 2021 — Neuvième

Note :  Promue ;  Reléguée

### Classement mondial
| Année | Rang | Points | Progression |
| ----- | ---- | ------ | ----------- |
| 2003  | 24   | 505    | -           |
| 2004  | 23   | 1 165  | +1          |
| 2005  | 24   | 1 320  | -1          |
| 2006  | 25   | 825    | -1          |
| 2007  | 25   | 1 135  | ±0          |
| 2008  | 25   | 1 265  | ±0          |
| 2009  | 26   | 785    | -1          |
| 2010  | 27   | 470    | -1          |
| 2011  | 25   | 835    | +2          |
| 2012  | 23   | 1 210  | +2          |

| Année      | Rang | Points | Progression |
| ---------- | ---- | ------ | ----------- |
| 2013       | 22   | 1 585  | +1          |
| Avril 2014 | 21   | 2 580  | +1          |
| 2015       | 19   | 2 455  | +2          |
| 2016       | 17   | 2 365  | +2          |
| 2017       | 15   | 2 280  | +2          |
| Fév. 2018  | 14   | 2 920  | +1          |
| Avril 2018 | 14   | 3 015  | ±0          |
| 2019       | 14   | 2 875  | ±0          |
| 2020       | 12   | 2 720  | +2          |
| 2021       | 10   | 2 560  | +2          |

## Équipe moins de 18 ans

### Championnat du monde moins de 18 ans
L'équipe des moins de 18 ans a participé pour la première fois en 2012, soit 5 ans après la première édition.
- 2008-2011 - Ne participe pas
- 2012 — 1er de la Division I
- 2013 — 6e
- 2014 — 8e
- 2015 — 5e de la Division IA
- 2016 — 5e de la Division IA
- 2017 — 4e de la Division IA
- 2018 — 5e de la Division IA
- 2019 — 3e de Division IA
- 2020 — 3e de Division IA
- 2021 — Pas de compétition en raison de la pandémie de coronavirus